# Área de conservación regional Albúfera de Medio Mundo
El Área de Conservación Regional Albufera de Medio Mundo (ACRAMM) es un área protegida en Perú de administración regional localizada en el distrito de Végueta, provincia de Huaura en la región Lima. Forma parte del corredor biológico del pacífico sur, como lugar de descanso de aves migratorias en su recorrido anual, ofrece oportunidades turísticas especializadas y desarrolla funciones de regulación del ciclo del agua. 
Fue creado el 25 de enero del 2007, mediante Decreto Supremo N.º 006-2007-AG. Tiene una extensión de 687.71 hectáreas. El objetivo del área es "Conservar la biodiversidad del ecosistema de humedal por la importante influencia que ejerce sobre otros similares ubicados en la zona costera del Perú y sobre el entorno, promoviendo el uso sostenible y la protección del humedal y sus recursos" .